# Athée-sur-Cher
Athée-sur-Cher é uma comuna francesa na região administrativa do Centro, no departamento Indre-et-Loire. Estende-se por uma área de 34,32 km². Em 2010 a comuna tinha 2 725 habitantes (densidade: 79,4 hab./km²).